# Low-Budget-Film
Ein Low-Budget-Film [loʊ ˌbʌdʒɪtfɪlm] (deutsch Film mit geringem Budget) ist eine Filmproduktion, die nur über ein geringes Budget verfügt und meist außerhalb des etablierten Studiosystems produziert wird. Der Low-Budget-Film wurde im klassischen Hollywood meist im Double Feature als B-Film (englisch B-Movie) mit aufwendigen Großproduktionen (A-Film) gezeigt. Ab den späten 1940er Jahren spezialisierten sich unabhängige Firmen wie American International Pictures (AIP) auf die Produktion von Low-Budget-Filmen. Um Kosten zu sparen, wurden oft gebrauchte Kulissen verwendet und ein enger Zeitraum für die Dreharbeiten gewählt. Durch die Verwendung von wenigen Produktionsmitteln lassen sich auch die Filmgattungen des Avantgarde-, Independent- und Exploitationfilms dem Low-Budget-Prinzip zuordnen. Die US-amerikanische Screen Actors Guild (SAG) hat 1996 auf Grundlage von Budgetstatistiken eine Klassifizierung für Low-Budget-Produktionen erstellt, um Richtlinien für die Entlohnung von Schauspielern abzuleiten. Die Budgetspanne der fünf erstellten Kategorien reicht von unter 75.000 (Experimental Film Agreement) bis zu zwei Millionen US-Dollar. Im Gegensatz zum No-Budget-Film ist ein Low-Budget-Film auf Profit ausgerichtet.
Für das Gegenteil – mit hohem finanziellen Aufwand gedrehte (und daher meist auf deutlich höhere Einnahmen angewiesene) Filme – wird manchmal der Begriff Big-Budget-Film verwendet.

## Definition und Entwicklung
Unabhängig von den industriell gefertigten Low-Budget-Filmen aus Hollywood ist die Low-Budget-Ästhetik auch Gegenstand des Avantgarde-, Experimental- und Undergroundfilms. Der geringe Produktionsaufwand und das Drehen in sich ergebenden Umständen lässt kleine persönliche Filme entstehen, die mitunter nicht den Sehgewohnheiten entsprechen. Das New American Cinema und die Nouvelle Vague ließen den Begriff Low Budget zum Inbegriff für künstlerisches Kino fernab des Mainstreams avancieren. Low Budget steht zudem für die Filme des Exploitationskinos, die das Prinzip der günstig produzierten Wiederholung und der Übersteigerung kommerziell erfolgreicher Ideen verfolgen. Der Film Sweet Sweetbacks Lied (Sweet Sweetback’s Baadasssss Song, 1971) von Melvin Van Peebles war zum einen Initialzündung für das Genre der Blaxploitation, zum anderen ein Vertreter des New Black Cinemas. Sowohl der künstlerische, als auch der kommerzielle Low-Budget-Film fanden in den 1970er und 1980er Jahren Eingang in den allgemeinen Begriff des Independentfilms. Auch deutsche Filmemacher wie Rainer Werner Fassbinder (Händler der vier Jahreszeiten, 1971) und Rosa von Praunheim (Die Bettwurst , 1971) drehten erfolgreich Low-Budget-Filme und produzierten eine Ästhetik, die sinnbildlich für den Neuen Deutschen Film war. 
In den 1980er und 1990er Jahren etablierten sich Regisseure des Independent-Films wie Kevin Smith (Clerks, 1994) und Jim Jarmusch (Dauernd Ferien, 1982; Stranger than Paradise, 1984) durch Erfolge auf Low-Budget-Filmfestivals. Ihre ersten Regieprojekte waren nicht nur wegweisend für den Low-Budget-Film, sondern waren auch ein Abbild eigener Popwelten, die realistischer erschienen als die bemühten Klischees der Großproduktionen. In den 1990er Jahren jedoch fiel der Low-Budget-Film hinter dem Mainstream zurück, der sich immer mehr ausdifferenzierte. Es waren kleine Filme, die dennoch Aufsehen erregten. Zum Beispiel El Mariachi (1992), der mit einem Budget von 7000 US-Dollar das Sundance Film Festival gewann oder die russische Produktion Der Bruder (1997), die nur 10.000 US-Dollar kostete und beim Chicago International Film Festival ausgezeichnet wurde. Der überraschende Erfolg von Blair Witch Project (1999) ließ den Low-Budget-Film schließlich zum Massenphänomen werden. Der mit einem Budget von anfangs 22.000 US-Dollar unabhängig produzierte Horrorfilm wurde mit verwackelten, pseudodokumentarischen Einstellungen und durch effizientes Internet-Marketing zum Event-Movie und erzielte einen Umsatz von über 248 Millionen US-Dollar.
Die Renaissance des Low-Budget-Films wurde ermöglicht durch die von Lars von Trier und Thomas Vinterberg initiierte Dogma-Bewegung in Dänemark, deren Filme in zahlreichen Festivals Einzug erhielten. Digitalkameras erlaubten kostengünstiges Produzieren und das Engagement von bekannten Schauspielern wie Jean-Marc Barr oder Asia Argento. Dogma-Mitbegründer Søren Kragh-Jacobsen (Mifunes sidste sang, 1998) verglich die filmische Enthaltsamkeit des Manifests mit der Renaissance von Unplugged-Songs. Diese Analogie zwischen Dogma 95 und den Akustikkonzerten des Musiksenders MTV beschreibt auch die sich auflösenden Grenzen zwischen Low Budget und Mainstream.
In Ländern mit niedrigerem Lebensstandard gehören Low-Budget-Filme zum Standard. Der Actionfilm Who Killed Captain Alex, der 2010 in Uganda gedreht wurde, wurde mit umgerechnet 200 US-Dollar Budget realisiert, erspielte aber ca. 1500 US-Dollar Gewinn.